# سفيان ليمام
سفيان الامام، هو لاعب كرة يد جزائري (حارس مرمي) واحد من ألمع الحراس، الذين دون اسمه في تاريخ كرة اليد الوهرانية وسجله حافل بالتتويجات مع فريقه الأصلي مولودية وهران، ومع المنتخب الوطني حيث مثل الألوان الوطنية أحسن تمثيل بالإضافة إلى مشاركته في العديد في المنافسات القارية والعربية
فبدايته مع كرة اليد كانت سنة 1985 أين لعب في صفوف أكابر مولودية وهران ثم توجه إلى عالم الاحتراف الي تونس فريق نادي مكارم المهدية الذي لعب له موسم واحد ثم عاد الي مولودية وهران وحظي بالمشاركة في مونديال إسبانيا سنة 1990 وإسلندا سنة 1995 وكانت له الفرصة في تنشيط نهائي كأس إفريقيا بتونس سنة 1994

## الانجازات

### معمنتخب الجزائر لكرة اليد
- المشاركة في بطولة العالم لكرة اليد للرجال : 1990، 1995
- الوصيف بطولة أفريقيا لكرة اليد للرجال : 1994
- الثالث بطولة أفريقيا لكرة اليد للرجال : 1992

### نادي مولودية وهران لكرة اليد
- الثالث البطولة العربية للأندية البطلة لكرة اليد 1985
- البطل كاس الجزائر لكرة اليد 1986
- البطل كأس إفريقيا للأندية الفائزة بالكؤوس لكرة اليد 1987
- الوصيف كأس إفريقيا للأندية الفائزة بالكؤوس لكرة اليد 1988
- البطل البطولة العربية للأندية البطلة لكرة اليد 1988

## الوصلات
- البطولة العربية للأندية البطلة لكرة اليد
- كأس إفريقيا للأندية الفائزة بالكؤوس لكرة اليد
- منتخب الجزائر لكرة اليد